# Роберт Форхан
Роберт Норман „Боб” Форхан (енгл. Robert Norman "Bob" Forhan; Њумаркет, 27. март 1936 — Њумаркет, 3. јун 2018) био је канадски хокејаш на леду који је током каријере играо на позицијама деснокрилног нападача. 
Као члан сениорске репрезентације Канаде учествовао је на ЗОИ 1960. у Скво Валију када је селекција Канаде освојила сребрну медаљу. Форхан је био део канадског олимпијског тима и 4 године касније, на ЗОИ 1964. у Инзбруку (Канада је тада заузела 4. место). 